# Gran Turismo 4
Gran Turismo 4 ist ein Rennvideospiel von 2004 für PlayStation 2, der vierte Teil der Hauptreihe von Gran Turismo und der sechste Teil für die Gesamtserie. Es wurde von Polyphony Digital entwickelt und von Sony Computer Entertainment veröffentlicht und am 28. Dezember 2004 in Japan und Hongkong, am 22. Februar 2005 in Nordamerika und am 9. März 2005 in Europa veröffentlicht.
Ursprünglich für eine Veröffentlichung in 2003 geplant, wurde das Spiel von Polyphony Digital um über anderthalb Jahre verzögert und sein Online-Modus entfernt. Gran Turismo 4 bietet über 700 Autos von 80 Herstellern, vom Daimler-Motorwagen von 1886 bis in die Zukunft zu Konzepten für 2022. Das Spiel enthält 51 Strecken, von denen viele neue oder modifizierte Versionen alter Gran-Turismo-Tracks sind, mit einigen bemerkenswerten realen Ergänzungen.
Gran Turismo 4 wurde von Kritikern gut aufgenommen und war ein kommerzieller Erfolg. Es wurde zu einem der meistverkauften Spiele des Jahres 2005 und zum dritten Bestseller auf der PlayStation 2. Die chinesischen, japanischen und südkoreanischen Veröffentlichungen des Spiels wurden mit einem 212-seitigen Fahrführer und Unterricht über die Physik des Rennsports gebündelt. Eine limitierte Auflage, Gran Turismo 4 Online Testversion, wurde im Sommer 2006 in Japan veröffentlicht. Ein erweiterter PSP-Port mit dem Titel Gran Turismo Mobile war ursprünglich für die Entwicklung geplant, wurde aber später in Gran Turismo umbenannt, der am 1. Oktober 2009 veröffentlicht wurde. Das Folgespiel, Gran Turismo 5, wurde 2010 für die PlayStation 3 veröffentlicht.

## Spielprinzip
Spieler sammeln Punkte, indem sie Rennen im normalen Ego-Fahrmodus, dem so genannten A-Spec-Modus, gewinnen. Jedes Rennereignis kann bis zu 200 A-Spec-Punkte ergeben. Im Allgemeinen ist ein Gewinn mit einem Auto mit weniger Vorteil gegenüber den KI-Gegnern mehr Punkte wert. Punkte können nur einmal gewonnen werden, daher muss es mit einem Auto mit weniger Vorteil gegenüber der KI wiedergewonnen werden, um weitere Punkte von einem zuvor gewonnenen Ereignis zu gewinnen. Es gibt auch die 34 Missionen, die jeweils 250 Punkte liefern können. Trotzdem sind A-Spec-Punkte Erfahrungspunkte, kein Geld.
Der neue B-Spec-Modus versetzt die Spieler an die Stelle eines Rennmannschaftschefs: dem Fahrer zu sagen, wie aggressiv zu fahren, wann sie vorbeiziehen sollen, und Boxenstopps vorzuschreiben (durch Überwachung des Reifenverschleißes und des Kraftstoffstands). Die Geschwindigkeit der Zeit im Rennen kann auf das Dreifache erhöht werden, so dass Ausdauerrennen in kürzerer Zeit absolviert werden können, als es im A-Spec-Modus dauern würde. Die 3x-Funktion muss jedoch nach jedem Boxenstopp eingeschaltet werden, da sie auf die normale Zeit zurückgesetzt wird. Das Spielhandbuch besagt, dass der Spieler den B-Spec-Modus um bis zu 5x beschleunigen kann, aber es wird angenommen, dass dies ein Tippfehler ist. B-Spec-Punkte werden für jedes Rennen angegeben, das im B-Spec-Modus abgeschlossen wurde. Dies erhöht das Könnensniveau des KI-Fahrers in den Kategorien Fahrzeugfertigkeit, Kursfertigkeit und Kampffertigkeit. Spieler können dadurch den B-Spec-Modus in härteren Rennen im Laufe des Spiels verwenden, aber dieser Modus kann nicht auf Nass-, Schmutz- und Schneekursen verwendet werden.
Eine weitere neue Ergänzung des Spiels sind die Fahrmissionen, die in der Erfahrung mit den Lizenztests ähnlich sind, aber einen erfolgreichen Abschluss mit 250 A-Spec-Punkten und 1000 oder mehr Credits vergeben. Jede Mission findet mit einem bestimmten Auto auf einer bestimmten Strecke oder einem bestimmten Gleisabschnitt und einem bestimmten Satz von Gegnern statt. Es gibt 4 Sätze von Missionen: Der Pass, bei dem der Fahrer einen Gegner in einer bestimmten Entfernung überholen muss; 3 Lap Battle, in dem der Fahrer im Laufe von 3 Runden 5 Gegner passieren muss; Slipstream Battle, in dem der Fahrer identische Gegner überholen muss; und 1 Lap Magic, in dem der Fahrer mit einer erheblichen Zeitstrafe gegen viel langsam Der Abschluss jeder Missionen bringt dem Spieler ein Preisauto ein. Es stehen insgesamt 5 Preiswagen zur Verfügung, sie sind der DMC DeLorean, Jay Leno Tank Car, Pagani Zonda Race Car, Toyota 7 und der Nissan R89C.
Ein neuer Fotomodus ist im Spiel enthalten, der es dem Spieler ermöglicht, eine virtuelle Kamera zu steuern und Fotos von seinen Autos auf der Strecke oder an bestimmten Orten, einschließlich des Grand Canyon, zu machen. Dieses Spiel ist in der Lage, eine Auswahl an Screenshots mit variabler Kompressionsrate (Normal/Fein/SuperFine) und Größe (bis zu 1280x960 72dpi) zu erstellen, und der Benutzer kann wählen, ob er auf einem unterstützten USB-Gerät speichern oder drucken möchte.
Im Vergleich zu Gran Turismo 3: A-Spec wurden die Grafiken mit mehr Details auf Autos und Strecken (trotz der Ausführung auf derselben PlayStation-2-Hardware) stark verbessert. Die Physik wird ebenfalls stark verbessert, mit dem großen Upgrade, das Autos jetzt Körperbewegungen erleben, wie Pitching (vorwärts und rückwärts rollen) unter Bremsen. Barrieren haben deutlich mehr Reibung, um die Autos in GT4 zu verlangsamen (in dem Versuch, die Verwendung von „Wandfahrten“ zu stoppen), aber es gibt minimale Reibung zwischen Autos, so dass der Vorteil, der durch das Fahren in die Seite eines anderen Autos (anstelle des Bremsens) erzielt wird, immer noch vorhanden ist. Jedes der Fahrmissionen und Special-Conditions-Ereignisse verhängt eine Strafe von 5 Sekunden für den Angriff auf die Wände oder die Autos der Gegner auf diese Weise, bei der die Geschwindigkeit des Autos auf 50 km/h (31 km/h) begrenzt ist, bis der Timer verschwindet, wenn er Null erreicht.

## Rezeption
Gran Turismo 4 erhielt laut Review-Aggregator Metacritic im Allgemeinen positive Wertungen.
Jeremy Clarkson, Moderator der Fernsehsendung Top Gear und bekannt aus der Serie The Grand Tour, führte in einer Top-Gear-Folge einen direkten Vergleichstest zwischen echtem Leben und GT4 durch. In der Realität fuhr er auf dem Laguna Seca Raceway mit einem Acura NSX eine Rundenzeit von 1:57, im Spiel hingegen mit einem Honda NSX-R (der leichter ist) eine Rundenzeit von 1:41:148. Clarkson musste sich außerdem von einem Renninstruktor zeigen lassen, wo die Grenze zwischen Spiel und Realität verläuft. Er wies darauf hin, dass das Anpassen der Bremsintensität in der Mitte einer Kurve in einem echten Auto zum Verlust der Kontrolle führen kann, und erwähnte auch, dass er sich im Spiel genötigt sieht, größere Risiken einzugehen als im echten Leben. Auch leide das Auto im Spiel nicht unter Bremsfading. (Nachlassen der Bremswirkung bei längerer Belastung durch Überhitzung) Trotz der offensichtlichen Diskrepanzen gab Clarkson dem Spiel in einer Kolumne für die Sunday Times drei von fünf möglichen Sternen und hatte Folgendes zu sagen:

„I called Sony and asked it to send me a game chip already loaded with the 700 computer cars. And I am in a position to test out its claims because, unlike most people, I really have driven almost all of them in real life. There are mistakes. The BMW M3 CSL, for instance, brakes much better on the road than it does on the screen. And there's no way a Peugeot 106 could out drag a Fiat Punto off the line. But other than this, I’m struggling: they’ve even managed to accurately reflect the differences between a Mercedes SL 600 and the Mercedes SL 55, which is hard enough to do in real life. There's more, too. If you take a banked curve in the Bentley Le Mans car flat out, you’ll be fine. If you back off, even a little bit, you lose the aerodynamic grip and end up spinning. That's how it is. This game would only be more real if a big spike shot out of the screen and skewered your head every time you crashed. In fact, that's the only real drawback: that you can hit the barriers hard without ever damaging you or your car. Maybe they’re saving that for GT5. Perhaps it’ll be called Death or Glory.“

„Ich habe bei Sony angerufen und darum gebeten, mir einen Spielchip zu schicken, auf den bereits alle 700 Computerfahrzeuge geladen sind. Und ich bin in der Lage, deren Angaben zu überprüfen, denn im Gegensatz zu den meisten Leuten bin ich tatsächlich fast alle diese Wagen schon im echten Leben gefahren. Es gibt Fehler. Der BMW M3 CSL zum Beispiel bremst auf der Straße deutlich besser, als er es auf dem Bildschirm tut. Und es gibt keine Welt, in der ein Peugeot 106 einen Fiat Punto beim Start abhängt. Aber abgesehen davon schwanke ich: Sie haben es sogar geschafft, die Unterschiede zwischen einem Mercedes SL 600 und dem Mercedes SL 55 genau widerzuspiegeln, was im wirklichen Leben schon schwer genug ist. Es gibt auch noch mehr. Wenn man eine überhöhte Kurve im Bentley Le-Mans-Auto voll durchfährt, klappt das problemlos. Nimmt man aber auch nur ein wenig Gas weg, verliert man den aerodynamischen Grip und dreht sich. Genau so ist es in Wirklichkeit. Dieses Spiel wäre nur noch realistischer, wenn jedes Mal, wenn man crasht, ein riesiger Spieß aus dem Bildschirm schnellen und einem den Kopf durchbohren würde. Tatsächlich ist das der einzige echte Nachteil: dass Sie die Barrieren hart treffen können, ohne sich selbst oder Ihr Auto jemals zu beschädigen. Vielleicht sparen sie das für GT5 auf. Vielleicht heißt es dann Tod oder Ruhm.“

Karl Brauer von edmunds.com führte einen ähnlichen Test durch, auch auf dem Mazda Raceway Laguna Seca, in dem er und zwei andere – Profi-Rennfahrer A. J. Allmendinger und IGN-Gaming-Redakteur Justin Kaehler – in Gran Turismo 4 und im echten Leben in einer Vielzahl von Autos Zeiten fuhren. Brauers beste Zeit in einem Ford GT lag im Spiel bei 1:38, und seine beste Zeit auf der echten Strecke betrug 1:52. In den vier Fahrzeugen, die das Trio getestet hat, war niemand in der Lage, seine Spielzeiten auf der realen Strecke zu erreichen. Brauer nannte die Hauptunterschiede zwischen Spiel und Realität:

„Which brings up the single biggest difference between reality and virtual reality – consequences. A mistake on Gran Turismo 4 costs me nothing more than a bad lap time. A mistake with a real exotic car on a real racetrack is... a bit more costly. The other major difference between virtual racing and the real thing is feedback from the car – or an almost total lack thereof. Yes, the force feedback steering wheel does its best to let you know when you're veering off the track, or sliding the rear end, but none of this comes close to the kind of information you get while driving a real vehicle. And in a car like the Ford GT, that's vital information“

„Das bringt den größten Unterschied zwischen Realität und Virtueller Realität auf: Konsequenzen. Ein Fehler bei Gran Turismo 4 kostet mich nichts weiter als eine schlechte Rundenzeit. Ein Fehler mit einem echten exotischen Auto auf einer echten Rennstrecke ist... ein bisschen kostspieliger. Der andere große Unterschied zwischen virtuellem Racing und der Realität ist das Feedback des Fahrzeugs – oder besser gesagt: das fast vollständige Fehlen davon. Ja, das Force-Feedback-Lenkrad gibt sich Mühe, dir mitzuteilen, wenn du von der Strecke abkommst oder das Heck ausbricht, aber nichts davon kommt annähernd an die Informationen heran, die man beim Fahren eines echten Autos erhält. Und in einem Wagen wie dem Ford GT sind diese Informationen lebenswichtig.“

Viele Rezensenten kritisierten das Spiel für seinen anhaltenden Mangel an sichtbarem Schaden. Statt tatsächlicher Schäden prallen die Autos (abhängig von der Geschwindigkeit und dem Winkel, in dem der Zusammenstoß auftritt) einfach vom anderen Auto, der Wand oder anderen Hindernissen ab oder drehen sich. Rezensenten beschwerten sich zudem über die Möglichkeit, unrealistische Abkürzungen zu nehmen, wie die auf Fuji Speedway der 90er, der Anfänger-Strecke und dem Circuit de la Sarthe I, wo der Fahrer direkt über die Schikanen schneiden kann, so dass es möglich ist, durch Betrug zu siegen. Ein Rezensent beschwerte sich auch, dass die Fahrzeuge des Spiels nicht genug Grip haben. Das Spiel wurde auch wegen dem Fehlen eines Mehrspielermodus kritisiert, der während der frühen Entwicklung versprochen worden war, aber zum Zeitpunkt der Veröffentlichung als entfernt verkündet wurde. Viele Reviewer äußerten Enttäuschung über die Gegner-KI des Spiels, und wiesen darauf hin, dass „virtuelle Rennfahrer ihrer (Fahr-)Linie folgen werden, ohne sich darum zu kümmern, wo sich der menschliche Spieler gerade befindet.“ Das lässt sich besonders bei Rallye-Rennen und Missionen beobachten, bei denen eine 5-Sekunden-Strafe verhängt wird, sobald andere Autos oder Begrenzungen berührt werden – unabhängig davon, wer den Kontakt verursacht hat. Einige Kritiker empfanden zudem, dass der B-Spec-Modus nur wenig Mehrwert für das Gesamterlebnis biete.
Auch Publikationen abseits des Computerspielejournalismus zeigten sich positiv. Sean Cunningham von Maxim gab dem Spiel eine Höchstwertung von zehn Punkten und fragte: „Ist GT4 mehr Fetisch als Spiel? Wahrscheinlich. Aber wenn das ein Fetisch ist, dann zieh uns eine Lederhaube auf und peitsche uns aus, bis wir bluten!“ Jason Hill vom Sidney Morning Herald vergab volle fünf Sterne und erklärte, dass die größte Stärke des Spiels das realistische Handlings ist. „Sie spüren jede Nuance der Fahrzeugbewegungen, Gewichtsverlagerungen und Federung, insbesondere mit einem Driving-Force-Pro-Lenkrad. Dies ist eine unvergleichliche Fahrsimulation, die sogar professionelle Fahrer auf die Probe stellt.“ Charles Herold von der New York Times bewertete das Spiel ebenfalls positiv und stellte fest, dass es zwar Realismus anstrebt, gelegentlich aber hinter diesem Anspruch zurückbleibt. „Wettbewerber fahren wie gedankenlose Automaten, die sich der Existenz des Spielers scheinbar nicht bewusst sind. Autos können endlosen Schaden einstecken, sodass man Kurven kontrollieren kann, indem man wie eine Flipperkugel von anderen Fahrzeugen abprallt. Wenn eine Strecke keine Wände hat, wie im Grand Canyon, dann verhindert eine unsichtbare Barriere, dass man von der Strecke abkommt.“ Jim Schaefer von der Detroit Free Press gab Gran Turismo 4 jedoch nur drei von vier Sternen und meinte: „Der GT-Modus leistet hervorragende Arbeit darin, die eigenen Entscheidungen auf einer großen Karte zu organisieren. Man kann die Garage verlassen, um Rennen zu fahren, oder zu in- und ausländischen Händlern springen, um neue und gebrauchte Fahrzeuge zu begutachten, spezielle Herausforderungen anzunehmen und Teile-Upgrades zu kaufen“.